# Литовско-турецкие отношения
Литовско-турецкие отношения — двусторонние дипломатические отношения между Литвой и Турцией. Государства являются членами Всемирной торговой организации, НАТО и Организации Объединённых Наций.

## История

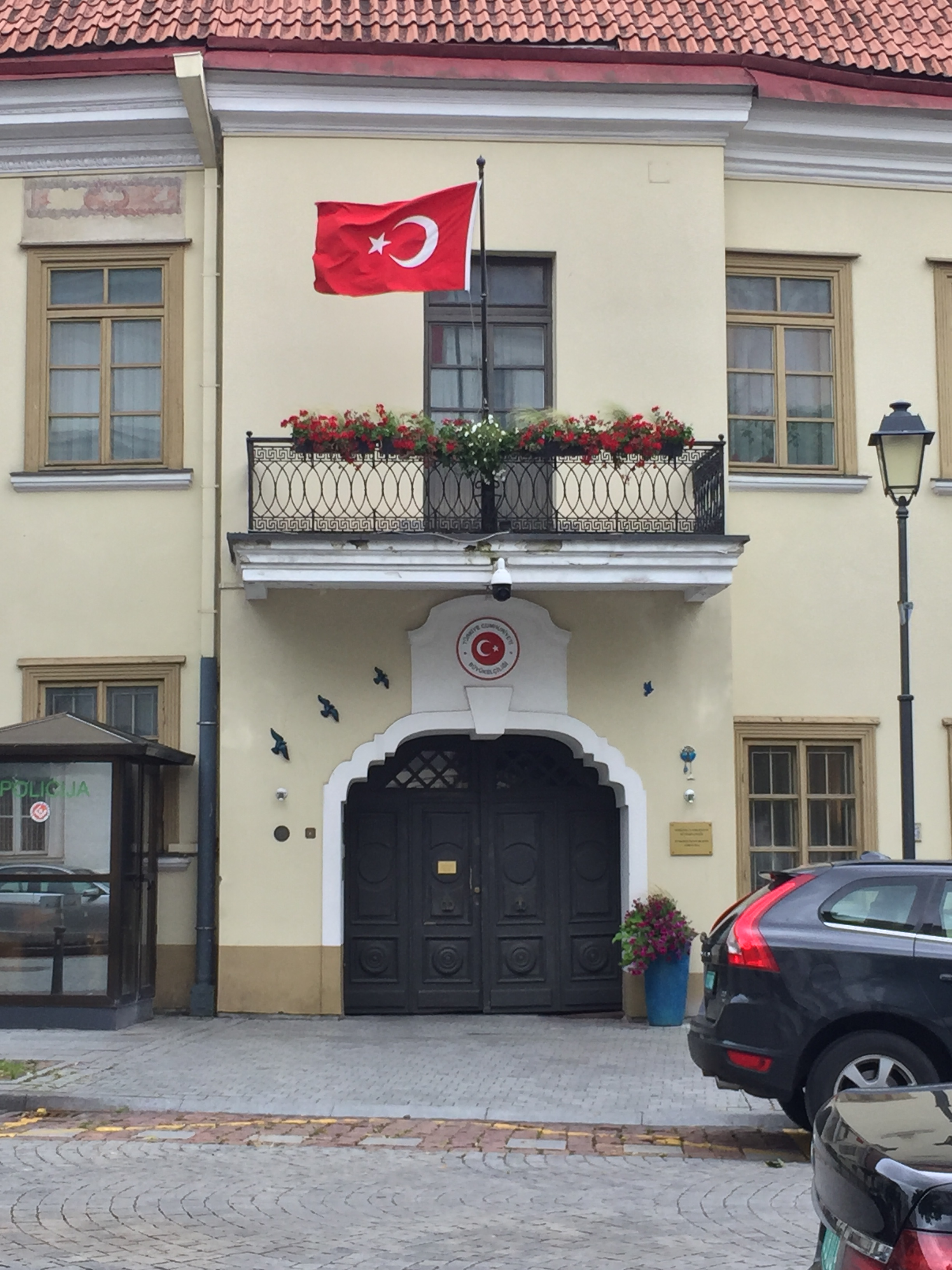
Посольство Турции в Вильнюсе.

Турция признала независимость Литвы 28 июля 1922 года, в тот же день были установлены дипломатические отношения. Интересы Турции в Литве стал представлять турецкий посол в Таллине. После присоединения Прибалтики к СССР турецкое посольство в Таллинне закрылось 5 сентября 1940 года. Однако Турция дипломатически не признала присоединение Литвы к СССР.
После того, как президент СССР Михаил Горбачёв санкционировал столкновения в Вильнюсе, Турция восстановила признание независимости Литвы и восстановила дипломатические отношения 3 сентября 1991 года.

## Военное сотрудничество
Турция тесно сотрудничает с Литвой в военных вопросах и предоставляет персонал для Центра передового опыта НАТО в Вильнюсе. Ранее Турция обучала литовские военные подразделения, которые служили миротворцами ООН в бывшей Югославии.

## Экономические отношения
В 2018 году объём товарооборота между государствами составил сумму 687 миллионов долларов США (экспорт/импорт Турции: 277/410 миллионов долларов США).

## Дипломатические представительства
- У Литвы есть посольство в Анкаре[5].
- Турция имеет посольство в Вильнюсе[6].